# John Gollan
John Gollan (* 2. April 1911 in Edinburgh; † 5. September 1977 in London) war ein britischer kommunistischer Politiker.

## Leben
Gollan wurde bereits 1927 Mitglied der Communist Party of Great Britain (CPGB). 1931 wurde er wegen Volksverhetzung und Anstiftung zur Meuterei durch die Verteilung eines antimilitaristischen Flugblattes an Soldaten angeklagt und zu einer Haftstrafe von sechs Monaten verurteilt. Nach seiner Freilassung 1932 wurde er hauptamtlicher Funktionär der CPGB. Zuerst war er Herausgeber der Zeitung Young Worker und anschließend Generalsekretär der Kommunistischen Jugendliga (Young Communist League). 1939 wurde er zunächst Parteisekretär für die Nordküste Großbritanniens, ehe 1941 seine Wahl zum Parteisekretär für Schottland folgte. Einige Jahre nach dem Ende des Zweiten Weltkrieges wechselte er von diesem Amt in das Nationalbüro der Partei in London, in dem er 1947 Stellvertretender Generalsekretär der CPGB wurde und von 1949 bis 1954 Stellvertretender Herausgeber der linksgerichteten Zeitung The Daily Worker war. Von 1954 bis 1956 war er außerdem Nationaler Organisator der Partei.
1956 wurde er als Nachfolger von Harry Pollitt Generalsekretär der CPGB.
Als er dieses Amt übernahm, musste seine Partei ihren Anhängern den Umgang mit dem Stalinismus durch den neuen Parteichef der KPdSU Nikita Sergejewitsch Chruschtschow erläutern. Zugleich fiel in die Zeit seiner Amtsübernahme die blutige Niederschlagung des Ungarischen Volksaufstandes durch die Rote Armee, die auch unter loyalen Anhängern der Partei mit Zweifeln aufgenommen wurde. Innerhalb von zwei Jahren verlor die Partei daraufhin annähernd ein Viertel seiner Mitglieder, darunter viele ihrer Intellektuellen. Durch seine beharrlichen und ausdauernden Bemühungen gelang ihm zwar eine Vergrößerung der Mitgliederschaft von 25.000 auf etwas über 30.000 Mitglieder, aber die bittere Auseinandersetzungen zwischen der KPdSU und der Kommunistischen Partei Chinas waren eine ständige Quelle von Meinungsunterschieden sowie Schwierigkeiten innerhalb der Partei.
1968 missbilligte er den Einmarsch von Truppen des Warschauer Paktes zur Niederschlagung des Prager Frühlings als „einen tragischen Fehler“ sowie „vollständig ungerechtfertigt“. Die CPGB gehörte daher zu den kommunistischen Parteien, die 1969 die Unterzeichnung des Schlussprotokolls der Konferenz der Kommunistischen Parteien in Moskau ablehnte. Von diesem Zeitpunkt an wurden die mehr traditionell gesinnten Elemente in der CPGB von ihren Gegnern wegen ihrer Unterstützung für den Warschauer Pakt als Tankies bezeichnet, wohingegen ihre Opponenten mehr und mehr zu den Positionen des Eurokommunismus, wie er sich in den kommunistischen Parteien Italiens und später auch Spaniens abzeichnete, tendierten.
Auf nationaler Ebene setzte sich die Abnahme der Wählerstimmen fort. Die zunehmende Krise in der Partei beeinflusste auch die Glaubwürdigkeit ihrer Führungsschicht, da frühere langjährige und einflussreiche Mitglieder ihre Posten aufgaben. Dies führte letztlich neben seinem angeschlagenen Gesundheitszustand dazu, dass Gollan 1975 vom Amt des Generalsekretärs zurücktrat und durch den bisherigen Nationalen Organisator der Partei, Gordon McLennan, abgelöst wurde.